# Comté de Lincoln (Wisconsin)
Pour les articles homonymes, voir Comté de Lincoln.
Le comté de Lincoln est un comté situé dans l'État du Wisconsin aux États-Unis. Son siège est Merrill. Selon le recensement de 2000, sa population était de 29 641 habitants.